# Navares de Ayuso
Navares de Ayuso – gmina w Hiszpanii, w prowincji Segowia, w Kastylii i León, o powierzchni 14,84 km². W 2011 roku gmina liczyła 53 mieszkańców.